# Северный травяной малюр
Северный травяно́й малю́р (лат. Amytornis dorotheae) — вид птиц  из семейства малюровых (Maluridae). Подвидов не выделяют. Эндемик Австралии.

## Описание
Северный травяной малюр достигает длины 16—17,5 см и массы 21—25 г. У взрослых самцов голова черноватая, спина рыжеватая, испещрены белыми полосками с чёрными краями. Нижняя часть спины, надхвостье и верхние кроющие перья хвоста ярко-рыжего цвета, без полос. Перья верха крыльев и хвоста тёмно-коричневые с рыжеватой окантовкой. По скуле проходит чёрная полоса (выгладит как отметина в виде усов). Грудь и верхняя часть брюха белые, нижняя часть брюха и бока тела рыжевато-коричневые. Радужная оболочка от тёмно-коричневой до красновато-коричневой; клюв от тёмно-серого до черноватого, основание более светлое, голубовато-серое; ноги серые. Взрослые самки похожи на самцов, но бока и низ брюха у них тёмно-каштановые. Неполовозрелые особи похожи на взрослых.
Песня громкая, сладкозвучная, состоит из различных комбинаций трелей, жужжания и мелодичных фраз, некоторые из которых имеют очень высокие частоты. Контактная позывка слышится как пронзительное стрекотание, похожее на звуки, издаваемые сверчками; сигнал тревоги — громкий «tzzzt».

## Распространение и места обитания
Северный травяной малюр является эндемиком Австралии. Встречается на востоке Северной территории и северо-западе Квинсленда. Естественными местами обитания являются тропические саванны с кустарниками и зарослями триодии; предпочитает районы, где не было пожаров в течение длительного периода времени. На севере ареала встречается в скалистых выходах песчаника, которые обеспечивают защиту от пожаров; на юге ареала, вероятно, сохраняется в низменной, холмистой местности только при низкой частоте пожаров. Встречается на высоте 0—500 м над уровнем моря.

## Биология
Северный травяной малюр добывает пищу на земле, в расщелинах скал и в мусоре под кустами. Питается насекомыми и семенами.
При благоприятных условиях размножение возможно в течение любого месяца. Вероятно, характерно кооперативное размножение, т.к. несколько раз наблюдали у гнезда группы из 3—4 взрослых особей. Гнездо сооружается из переплетенных стеблей триодии и листьев, выстилается более мелкими травинками и располагается на верхушке кочки триодии на высоте 20—60 см над землей. В кладке 2—3 яйца. Отмечен гнездовой паразитизм со стороны щетинистой кукушки (Cacomantis variolosus). Информация о сроках насиживания и оперения птенцов отсутствует.